# Malone (Washington)
 (septembre 2022).
Pour les articles homonymes, voir Malone.
Malone  est une census-designated place américaine de l'État de Washington dans le comté de Grays Harbor. 
La population était de 475 habitants en 2010.